# セルゲイ・バルバレス
セルゲイ・バルバレス（Sergej Barbarez、1971年9月17日 - ）は、ユーゴスラビア・モスタル（ボスニア・ヘルツェゴビナ領）出身の元サッカー選手。ポジションはFWおよびMF。

## 人物
彼自身はキリスト教徒であるため人種分類的にはセルビア人（母はボシュニャク人）であるが、ボスニア・ヘルツェゴビナ代表の中心選手として長くプレーした。
警告を受けることが多く、ブンデスリーガ通算でレッドカード4枚、イエローカード75枚はシュテファン・エッフェンベルクに次ぐ多さである。

## 所属クラブ
- ハノーファー96 1991-1993
- 1.FCウニオン・ベルリン 1993-1996
- ハンザ・ロストック 1996-1998
- ボルシア・ドルトムント 1998-2000
- ハンブルガーSV 2000-2006
- バイエル・レヴァークーゼン 2006-2008